# Життя після життя (книга Раймонда Моуді)
«Життя після життя: дослідження феномену переживання смерті тіла» (англ. Life after life: The investigation of a phenomenon — survival of bodily death) — вийшла в 1976 році, одна з трьох книг Реймонда Моуді, присвячених близькосмертним переживанням.
Моуді був одним з перших дослідників навколосмертних переживань. Він запропонував цей термін і описав переживання приблизно 150 людей, що пережили клінічну смерть.

## Результати досліджень
З аналізу звітів 150 пацієнтів, які пережили клінічну смерть, Моуді виділив дев'ять найбільш часто згадуваних подій, які регулярно з'являлися в звітах. Ніхто з обстежених не пережив всі 9 відчуттів. Деякі відчули і описали тільки 2 або 3, інші давали опису 5 або 6 відчуттів. Цей «зразковий» досвід був докладно описаний в книзі, яка постачена численними цитатами людей, що мали близькосмертний досвід.
Загальні, найбільш часті відчуття:
- чутні звуки, схожі на гудіння
- почуття умиротворення і безболісності
- наявність відчуття відстороненості
- почуття подорожі через тунель
- відчуття ширяння в небеса
- бачення інших людей, часто мертвих родичів
- зустріч з духовною істотою що світиться
- огляд картин минулого життя
- почуття небажання повернутися до життя

У другій книзі «Роздуми про життя після життя» (ISBN 0-8177-1423-3), яка вийшла в 1977, кількість різних переживань збільшилася до 15.
Навколосмертними дослідженнями займається Міжнародна асоціація навколосмертних досліджень (International Association for Near-Death Studies).